# D'Iberville Fortier
Pour les articles homonymes, voir Fortier et Iberville.
D'Iberville Fortier, né le 5 février 1926 à Montréal et mort le 22 avril 2006 à Ottawa, est un diplomate et ambassadeur canadien.

## Biographie
D'Iberville Fortier, originaire du Québec, fit une carrière de diplomate. Il fut employé au ministère des Affaires extérieures du Canada. Il représenta le Canada à la Commission d'armistice du Vietnam.
D'Iberville Fortier fut également le directeur du service de presse de l'Organisation du traité de l'Atlantique nord (OTAN).
Entre 1952 et 1984, il fut successivement ambassadeur du Canada en Tunisie, Libye, Italie, Luxembourg et Belgique, ainsi que haut-commissaire en poste à Malte et Commissaire par intérim au Cambodge.
En 1984, D'Iberville Fortier est nommé Commissaire aux langues officielles du Canada au Commissariat aux langues officielles, fonction qu'il assumera jusqu'en 1991. Il fut un promoteur du respect des droits des communautés minoritaires anglophones et francophones. Il a travaillé à assurer un accès équitable à des services éducatifs, sociaux et culturels pour les communautés minoritaires de langues officielles du pays. Il pilotera la refonte de la Loi sur les langues officielles, qui énoncera l’engagement du gouvernement fédéral envers le développement et l’épanouissement des communautés de langue officielle en situation minoritaire.
La Loi sur les langues officielles de 1988, promulguée à mi-chemin de son mandat, constituait un pas important vers l'atteinte de ces objectifs. Elle octroyait entre autres à la Cour fédérale la responsabilité finale en matière d'interprétation de la loi linguistique.
En 2000, la gouverneure générale Adrienne Clarkson avait décerné l'Ordre du Canada à D'Iberville Fortier.
D'Iberville Fortier meurt le 22 avril 2006 dans la capitale fédérale du Canada, Ottawa.